# Marsh Ridge
Marsh Ridge ist ein felsiger Gebirgskamm im westantarktischen Marie-Byrd-Land. Im Königin-Maud-Gebirge ragt er 18 km ostnordöstlich des Mount Gould an der Südflanke des Leverett-Gletschers auf.
Der United States Geological Survey kartierte ihn anhand eigener Vermessungen und Luftaufnahmen der United States Navy aus den Jahren von 1960 bis 1963. Das Advisory Committee on Antarctic Names benannte ihn 1967 nach Robert D. Marsh, der im antarktischen Winter 1957 als Koch auf der Byrd-Station tätig war.